# جزيرة ذو الراكة
جزيرة ذو الراكة هي إحدى الجزر الواقعة في البحر الأحمر، وتتبع منطقة جازان جنوب غرب السعودية.